# Musikkonservatoriet i Kärnten
Musikkonservatoriet i Kärnten (ty: Kärntner Landeskonservatorium) er den højeste læreanstalt for musik i den østrigske delstat Kärnten. Konservatoriet, der forkortes "KONSE", ligger i delstatens hovedstad Klagenfurt og blev grundlagt i 1828 som "Kärtner Musikverein" og ophøjet til konservatorium i 1932.
Konservatoriets professorkollegium består af 75 kunstnere og pædagoger fra den nationale og internationale musikscene. Konservatoriet har omkring 900 studerende, og der er en årlig tilgang af elever på omkring 100 fra både ind- og udland.
Konservatoriet samarbejder med Kärntens Universitet (Alpen-Adria-Universität Klagenfurt) og dets tyngdepunkt ligger i den kunstneriske uddannelse i instrumenter, sang, kammermusik, skuespil og i elementær musikpædagogik. Alle undervisningsgrene gennemfører også kunstneriske studieprojekter såsom orkester, opera og kor med optagelse i musikstudie. Herudover tilbydes også enkeltfagskurser indenfor f.eks. kordirektion, sang og kirkemusik.

46°37′17″N 14°18′49″Ø / 46.621276°N 14.313697°Ø